# 상하이 미디어 그룹

상하이 미디어 그룹(Shanghai Media Group, SMG, 중국어: 上海东方传媒集团有限公司) 또는 상하이 방송(Radio and Television Shanghai，RTS, 上海广播电视台)은 중화인민공화국 상하이의 직할시급 방송국이다. 텔레비전, 라디오 방송 채널과 신문, 잡지를 보유하고 있으며, 중국에서 중국중앙방송에 이어 2위를 차지하고 있다.
2010년대 기준으로 60년 넘는 역사의 중국중앙텔레비전에 비해, 10년 안팎의 역사를 지닌 신생 미디어 그룹임에도 매년 빠른 성장으로 세계에서도 주목을 받고 있다.

## 개요
상하이 미디어 그룹은 2001년 8월에 상하이 내의 5개 방송국을 통합하여 설립하여, 방송,통신,인터넷을 하나로 묶은 ‘삼망(三網) 통합’ 시대의 선두를 달리고 있다. 2003년 AC 닐슨의 조사에 따르면, 그룹내 채널이 황금시간대에 76%의 시장 점유율을 달성한 바 있으며, 2007년에서도 TV 시청률 69%, 라디오 청취율 94%에 이르기도 하였다.
상하이 미디어 그룹은 산하 방송국 3개를 통하여 13개의 텔레비전 채널, 11개의 라디오 채널을 운영하고 있으며, 8종의 신문과 잡지를 발행하고 있다. 이외에 뉴미디어(新媒体, 신매체)라 불리는 IPTV, 디지털 케이블 텔레비전, 모바일 TV계에도 진출해있다. 이 외에 상하이둥팡(東方)농구클럽을 비롯한 3개의 스포츠 구단을 소유하고 있다. 상하이의 TV탑인 동방명주탑의 지분 일부를 보유하고 있기도 하다.
상하이 미디어 그룹의 광고 등 매출액은 창립 당시 19억 8000만 위안이었으며, 이후 매년 12~28% 정도 성장하여 2007년 기준으로 51억 위안의 매출액을 보였다.
상하이 미디어 그룹의 구성원과 경영진은 약 5200여명 정도이며, 상당수가 20~40대 안팎인 특징이 있다. 상하이 미디어 그룹이 짧은 기간에 거대 미디어 그룹으로 성장한 것을 젊은 구성원들의 역할이 컸다는 평가가 있으며, 상하이 미디어 그룹의 대외사무부 관계자는 “미디어산업은 하루가 다르게 발전하는 분야”라며 “젊은 사람들은 변화에 빨리 적응하고 신기술도 쉽게 이해할 수 있다는 장점이 있다”고 말했다.

## 연혁
- 1949년 5월 27일 : 라디오 방송 "상하이인민방송(上海人民广播电台)" 개국.
- 1958년 10월 1일 : 텔레비전 방송 "상하이 텔레비전(上海电视台)" 개국.
- 1992년 10월 28일 : "상하이동방방송(上海东方广播电台)" 개국.
- 1992년 12월 26일 : "상하이 케이블 텔레비전(上海有线电视台)" 개국.
- 1993년 1월 18일 : "상하이 동방 텔레비전(上海东方电视台)" 개국.
- 2001년 8월 : 통합상하이텔레비전(整合上海电视台)·상하이 동방 텔레비전·상하이 케이블 텔레비전·상하이인민방송·상하이동방방송, 총 5개 방송국이 합병하여 상하이원광신원촨메이그룹(zh:上海文广新闻传媒集团, SMG)설립.
- 2006년 9월 : 중국 최초로 IPTV "百视通(바이스퉁TV, BesTV)" 설립.
- 2007년 7월 : SMG 東方龍에서 휴대전화 TV인 '제5매체' 개국.

## 주요 프로그램
- 中国达人秀(차이나 갓 텔런트)
- 韩娱星动态(한위싱동타이) : 채널 영(星尚电视)에서 방송되는 중국의 한류 프로그램 중 하나이며, MC는 플레이제이가 맡고 있다. 한위싱동타이 인터뷰를 거친 스타는 이종석, 이보영, 보아, 정웅인, 곽도원, 서현진, 미쓰에이, 에픽하이, 레인보우, 파이브돌스, 티아라, 서인영, 가희, 비투비, 크레용팝, 마이네임, 레드벨벳, 블락비, 인피니트, 빅스, 에이핑크, 백지영,  헬로비너스, 나인뮤지스, 크레용팝, 러블리즈, 몬스타엑스, 전효성, 은지원, 방탄소년단, 샤이니, 스텔라, 빅스 유닛 LR, 에이프릴, 전진 등이 있다.

## TV 채널
| 방송사명                                                 | 방송 특성    | 송신 유형     | 언어                | 개국일자         | 이전 명칭                                        | 비고  |
| -------------------------------------------------------- | ------------ | ------------- | ------------------- | ---------------- | ------------------------------------------------ | ----- |
| 上海电视台新闻综合频道                                   | 뉴스         | 지상파 케이블 | 표준중국어 상하이어 | 1958년           | 上视一套                                         | [ 1 ] |
| 上海東方衛星電視 (东方卫视, 동방위성TV, Dragon TV)       | 종합 위성    | 위성 케이블   | 표준중국어          | 1998년 10월 1일  | 上海衛視 (2003년 10월 23일 현재의 명칭으로 변경) |       |
| 第一财经频道 (제일재경TV, CBN)                           | 경제         | 지상파 케이블 | 표준중국어          | 2003년 8월       | 上海有线二台, 上海电视台财经频道                 |       |
| 星尚电视 (Channel Young)                                 | 연예         | 지상파 케이블 | 표준중국어          | 2009년 6월       | 上视二套, 上海电视台生活时尚频道                 |       |
| 上海电视台电视剧频道                                     | 드라마       | 케이블        | 표준중국어          | 1992년 12월 26일 | 上海有线一台                                     |       |
| 五星体育频道 (Greatsports Channel)                       | 스포츠       | 케이블        | 표준중국어          | 2001년 10월 8일  | 上海有线三台, 上海电视台体育频道                 |       |
| 上海电视台纪实频道                                       | 다큐멘터리   | 케이블        | 표준중국어          | 2002년 1월 1일   | 上海有线六台                                     |       |
| 上海东方电视台娱乐频道                                   | 엔터테인먼트 | 지상파 케이블 | 표준중국어 상하이어 | 1993년           | 东视一套, 上海东方电视台新闻娱乐频道             |       |
| 上海电视台艺术人文频道 Channel of Fine Arts              | 예술         | 지상파 케이블 | 표준중국어          |                  | 东视二套, 上海东方电视台文艺频道                 |       |
| 上海电视台外语频道 (ICS, International Channel Shanghai) | 국제         | 케이블        | 영어 일본어         |                  | 上海有线四台, 上海东方电视台音乐频道             |       |
| 东方购物 (동방 CJ)                                       | 홈쇼핑       | 케이블        | 표준중국어          |                  | 上海有线五台, 上海东方电视台戏剧频道             | [ 2 ] |
| 哈哈少儿频道 (Hana TV)                                   | 어린이       | 케이블        | 표준중국어          | 2004년 7월 18일  | 上海东方电视台东方少儿频道                       |       |
| 上海炫动卡通频道 (Toonmax TV)                            | 애니메이션   | 위성 케이블   | 표준중국어          | 2004년 12월 26일 | 上海数字电视                                     |       |
| 七彩戏剧                                                 | 드라마       | 케이블        | 표준중국어 상하이어 | 2010년 3월 1일   | 上海数字电视                                     |       |

## 라디오 채널
라디오 채널은 상하이 미디어 그룹 산하의 상하이인민방송, 상하이동방방송에서 운영한다.
| 방송사명                                                        | 주파수            | 언어                       | 방송 특성                      |
| --------------------------------------------------------------- | ----------------- | -------------------------- | ------------------------------ |
| 상하이인민방송 뉴스 라디오 上海人民广播电台新闻广播(上广主频率) | AM 990 / FM 93.4  | 표준중국어                 | 뉴스                           |
| 东广新闻资讯广播 (东广新闻台)                                   | AM 1296 / FM 90.9 | 표준중국어                 | 중국 동부 뉴스                 |
| 第一财经广播 浦江之声 (CBN, 对台广播)                           | FM 97.7           | 표준중국어                 | 경제                           |
| 浦江之声广播电台                                                | AM 1422           | 표준중국어                 | 2011년 1월 1일에 CBN에서 분리. |
| 五星体育广播                                                    | FM 94.0           | 표준중국어                 | 스포츠                         |
| 东方都市广播                                                    | AM 792 / FM 89.9  | 표준중국어, 우어, 상하이어 | 상하이 지역 뉴스               |
| 流行音乐广播 动感101 (POP 101)                                  | FM 101.7          | 표준중국어                 | 대중음악                       |
| 상하이 교통 라디오 上海交通广播                                 | AM 648 / FM 105.7 | 표준중국어                 | 교통                           |
| 戏剧曲艺广播                                                    | AM 1197 / FM 97.2 | 표준중국어 우어            | Marine Channel                 |
| 流行金曲广播 (LOVE RADIO)                                       | FM 103.7          | 표준중국어                 | Love Music                     |
| 经典音乐广播 (经典947)                                          | FM 94.7           | 표준중국어                 | 클래식 음악                    |
| 上海故事广播                                                    | FM 107.2          | 표준중국어 상하이어        | Story Channel                  |

## 뉴미디어
- 上海文广互动电视有限公司(SiTV) : 2001년 12월 31일에 설립한 쌍방향 텔레비전 사업자.
- 百视通(BesTV) : IPTV 사업자, 2006년 11월 말 유료 가입자 수가 150만명에 달하여, 프랑스의 'Free'에 이어 세계 2위에 이르렀다.
- 东方宽频
- 看看新闻网 (Kan Kan News)

## 전자 상거래
- 上海有族网络科技有限公司 (Shanghai YuuZoo Network Technology Co., Ltd) : 2014년 8월 21일에 설립한 이커머스 사업자[3].

## 신문
- 《每周广播电视报》
- 《第一财经日报》(제일재경일보, CBN Daily): 매일 중국 전역에서 발행되는 경제 일간지로 중국에서 최고의 영향력을 지닌 경제지로 평가받고 있다.
- 《第一财经周刊》
- 《陆家嘴》
- 《竞报》
- 《上海电视报》
- 《星尚画报》
- 《哈哈画报》
- 《炫动漫》
- 《OK！》
- 《中国房地产金融》

## 주소

### 본사
上视大厦：中国上海市静安区威海路298号（200041）
广电大厦：中国上海市静安区南京西路651号（200041）
东视大厦：中国上海市浦东新区东方路2000号（200120）
广播大厦：中国上海市长宁区虹桥路1376号（200051）

### 베이징 지사
中国北京市朝阳区光华路2号阳光100 G座 上海广电大厦（100026）

## 참고 문헌
- 이헌진 기자 (2009년 2월 17일 02:56:00). “[글로벌 미디어 그룹을 가다]<7>상하이 미디어그룹”. 동아일보.

## 같이 보기
- 타임즈 그룹
- 수타그룹
- 슈퍼탤런트 패션위크
- 슈퍼탤런트 오브 더 월드